# Adrien Pelletier
Adrien Pelletier (9 aprile 1964) è un attivista francese, quinto presidente dell'European Union of the Deaf dal 1989 al 1990.
Il 30 giugno 2005 è stato eletto vicepresidente dell'Unione Europea dei Sordi davanti all'islandese Berglind Stefánsdóttir e al greco Yannis Yallouros. Ha collaborato con la presidentessa belga Helga Stevens. Helga Stevens è stata nominata senatrice il 5 luglio 2007, quindi ha ceduto la carica di presidente dell'Unione Europea dei Sordi ad Adrien, il vicepresidente. L'islandese Berglind Stefánsdóttir viene eletto presidente dell'Unione Europea dei Sordi il 17 dicembre 2007, dopo le dimissioni del presidente ad interim.